# Всесъюзно радио
Всесъюзно радио (Централно вътресъюзно радиоразпръскване) е съветска радиостанция, функционирала от 1924 до 1991 година и насочена към населението на Съветския съюз, както и към съветски граждани в чужбина. Тя е част от съветската радиоразпръсквателна организация – Държавния комитет на Министерския съвет на СССР по телевизия и радиоразпръскване. Програмите на Централното вътрешносъюзно радиоразпръскване са подготвени през 1924 – 1929 г. от акционерното дружество „Радиопредаване“, от 1933 г. съответните главни редакции на Всесъюзния комитет по радиоинформация и радиоразпръскване (многократно преименуван, от 1978 г. – Държавен комитет на СССР по телевизия и радиоразпръскване), координацията и излъчването им се осъществява от Главното управление на програмите, от 1990 г. – Всесъюзното информационно творческо и производствено обединение „Маяк“. То е осъществено по 13 програми (8 от които са предназначени за отдалечени райони на страната).

## Радиопредавания в СССР и чужбина
Първата програма на Всесъюзното радио (от 1992 до 1997 г. Радио-1) е общосъюзна, информационна, социално-политическа и артистична, има 4 дубла, отчитащи часовата зона, излъчва се на дълги вълни (171 kHz, 234 kHz), средни и ултракъси вълни. Започва излъчването си на 23 ноември 1924 г. и първоначално се предава на дълги и средни вълни от радиостанцията „Коминтерн“, а по-късно и на ултракъси вълни от републикански, регионални и провинциални телевизионни центрове и се разпространява чрез системата за жично излъчване по Канал 1 (директно в аудиочестотната лента, в резултат на което за приемане е необходим най-простият абонатен високоговорител (радиоточка). През 1960 г. е въведен дубликат на Първата програма на Всесъюзното радио за Далечния изток, а през 1964 г. е въведен втори дубликат на Първата програма на Всесъюзното радио. До края на 70-те години на XX век има четири дубликата на Първата програма на Всесъюзното радио.
Втората програма на Всесъюзното радио („Маяк“) е всесъюзна, денонощна информационна и музикална програма, излъчвана на дълги (198 kHz), средни (549 kHz и др.), къси, ултракъси вълни и в кабелната радиоразпръсквателна мрежа на 2-ри канал (честота 78 kHz). Излъчва се от 1929 г., първоначално на средни вълни от радиостанцията на VC SPS, от 1941 до 1945 г. не е излъчвала, през 1945 г. е възобновила излъчването, по-късно и на ултракъси вълни от републикански, регионални и провинциални телевизионни центрове, от 1 август 1964 г. става информационно-музикална програма „Маяк“.
Третата програма на Всесъюзното радио (на базата на която Радио „Юност“ излъчва от 1962 г.) е общосъюзна, общообразователна, литературна и музикална програма, излъчвана от 1947 г. от 1982 г. Има 4 дубъла, отчитащи часовата зона, излъчва се на средни (873 kHz, 1278 kHz, 1287 kHz), ултракъси вълни и в кабелната радиоразпръсквателна мрежа на 3-ти канал (честота 120 kHz). Излъчва от 1947 г.
Четвъртата програма на Всесъюзното радио („Орфей“) е музикална (предимно класическа музика), излъчва се на ултракъси вълни, по-късно на средни вълни (738 kHz и 1359 kHz) и се приема в Москва и Московска област, Ленинград и Ленинградска област. Излъчва се от 15 април 1963 г. Предполага се, че първоначално ще се излъчва в големи градове на европейската част на СССР , а също така ще се разпространява чрез кабелната система за излъчване по Канал 4 (честота 52 kHz) и постепенно ще се превърне в общосъюзна програма. След разпадането на СССР, освен посочените територии, излъчването започва в следните градове и съседни на тях територии: Волгоград, Екатеринбург, Казан, Курган, Липецк, Перм, Саратов, Смоленск, Тула.
Петата програма на Всесъюзното радио е 24-часова информационна, социално-политическа и художествена програма, адресирана до съветски граждани извън страната (моряци, рибари, полярни изследователи и др.), и се излъчва на къси и средни вълни. Излъчва се от 1 август 1960 г., а през 1989 г. е прехвърлена на Централната служба за радиоразпръскване за чужбина. Включва няколко автономни редакции, които подготвят броеве за съответните групи слушатели: радио „За тези, които са в морето“ от Одеса за моряци и рибари от Черноморско-Средиземноморския басейн, Радио „Атлантик“ от Мурманск за моряци и рибари от Северния басейн, от Рига – за Западния басейн на Атлантика.
Радио „Тихи океан“ от Владивосток за моряци и рибари от басейните на Тихия океан и Индийския океан; Радио „За съветски специалисти, работещи в чужбина“ от Москва (няколко броя в различно време за страни от Европа, Азия, Африка и Латинска Америка).